# Byron Landham
Byron Christopher Landham (Philadelphia (Pennsylvania), 16 november 1969) is een Amerikaanse jazzdrummer van de hardbop en de souljazz.

## Biografie
Landham begon op 7-jarige leeftijd met drummen. Hij had de kans om met Shirley Scott op te treden tijdens zijn schooltijd op Olney High School. Hij werkte vervolgens als professionele muzikant in de omgeving van Philadelphia, beïnvloed door Mickey Roker, Bobby Durham en Butch Ballard. Tijdens de jaren 1990 speelde Landham in zijn woonplaats o.a. in de club Ortlieb's Jazzhaus en met muzikanten als John Swana, Orrin Evans, Sid Simmons, Papa John DeFrancesco (vader van Joey DeFrancesco) en Bootsie Barnes. Sinds enkele jaren was hij lid van de band van Joey DeFrancesco, op wiens albums A Jazzy Wonderland (1990), Reboppin' (1992), The Champ Round 2 (1998) en Ballads & Blues (2002) hij te horen is. Hij werkte ook met Houston Person, Ron Holloway, Russell Malone en Tim Armacost. In 1998 nam Landham het album Landham Brothers: At Last (Straight Street) op met zijn broer, altsaxofonist Robert Landham. Tijdens de jaren 2000 bleef hij samenwerken met Lee Ritenour (Rit's House, 2002), Mort Weiss, Pat Bianchi, Tim Warfield, Bobby Hutcherson (Somewhere in the Night, 2009), Cory Weeds, Frank Wess, Massimo Farao, Ed Cherry en Bootsie Barnes/Larry McKenna (The More I See You, 2018). Op het gebied van jazz was hij  tussen 1989 en 2018 betrokken bij 89 opnamesessies.
- Gemeinsame Normdatei: 13517595X
- International Standard Name Identifier: 0000 0000 5516 2892
- Library of Congress Control Number: no00046011
- Virtual International Authority File: 281149294227080521141